# Colomboscia cordillierae
Colomboscia cordillierae är en kräftdjursart som beskrevs av Albert Vandel 1972. Colomboscia cordillierae ingår i släktet Colomboscia och familjen Scleropactidae. Inga underarter finns listade i Catalogue of Life.